# Linka 10 (tramvaj v Île-de-France)
 

Geograficky přesná mapa dráhy

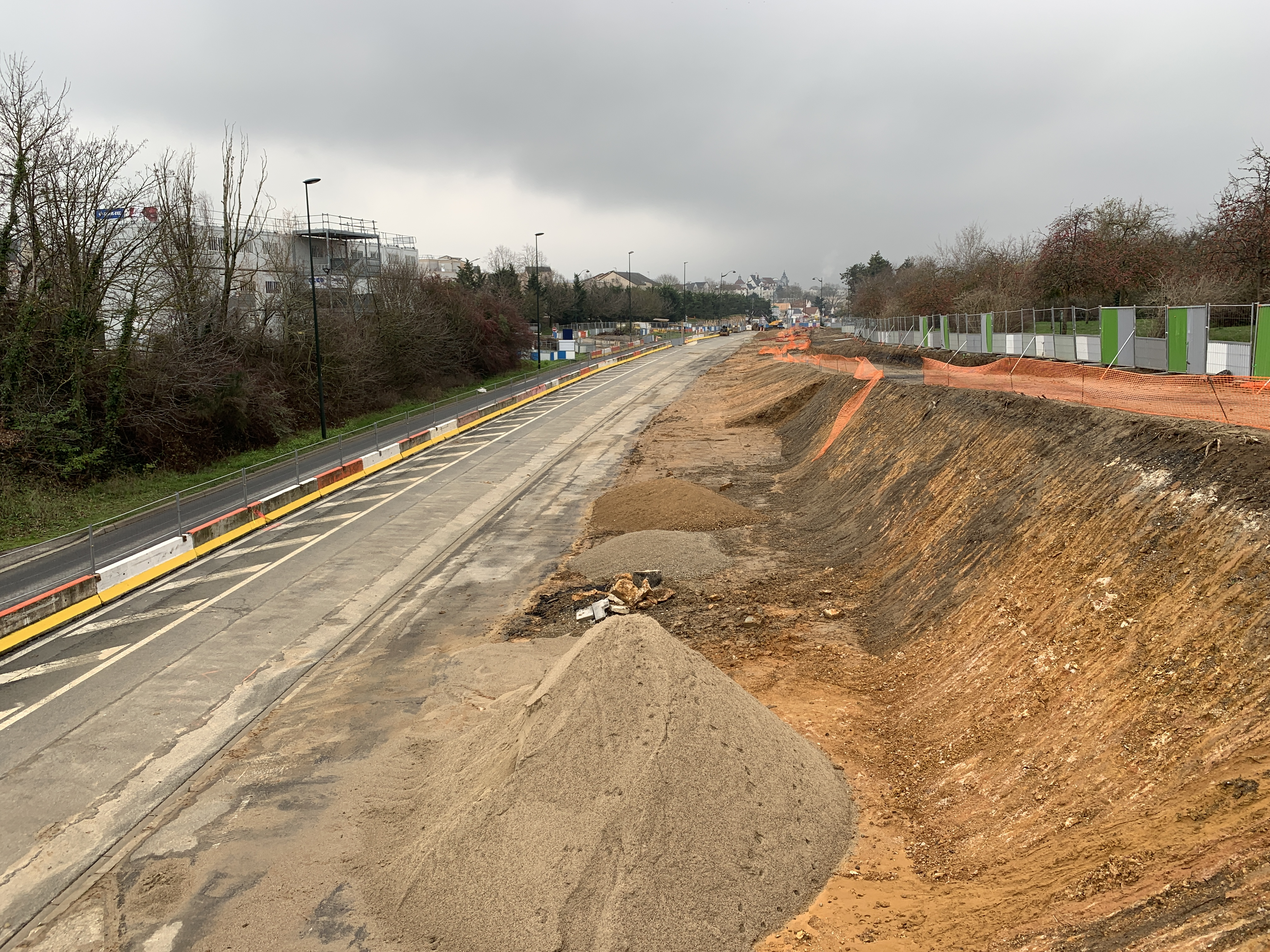
Výstavba trati ve městě Clamart v lednu 2021

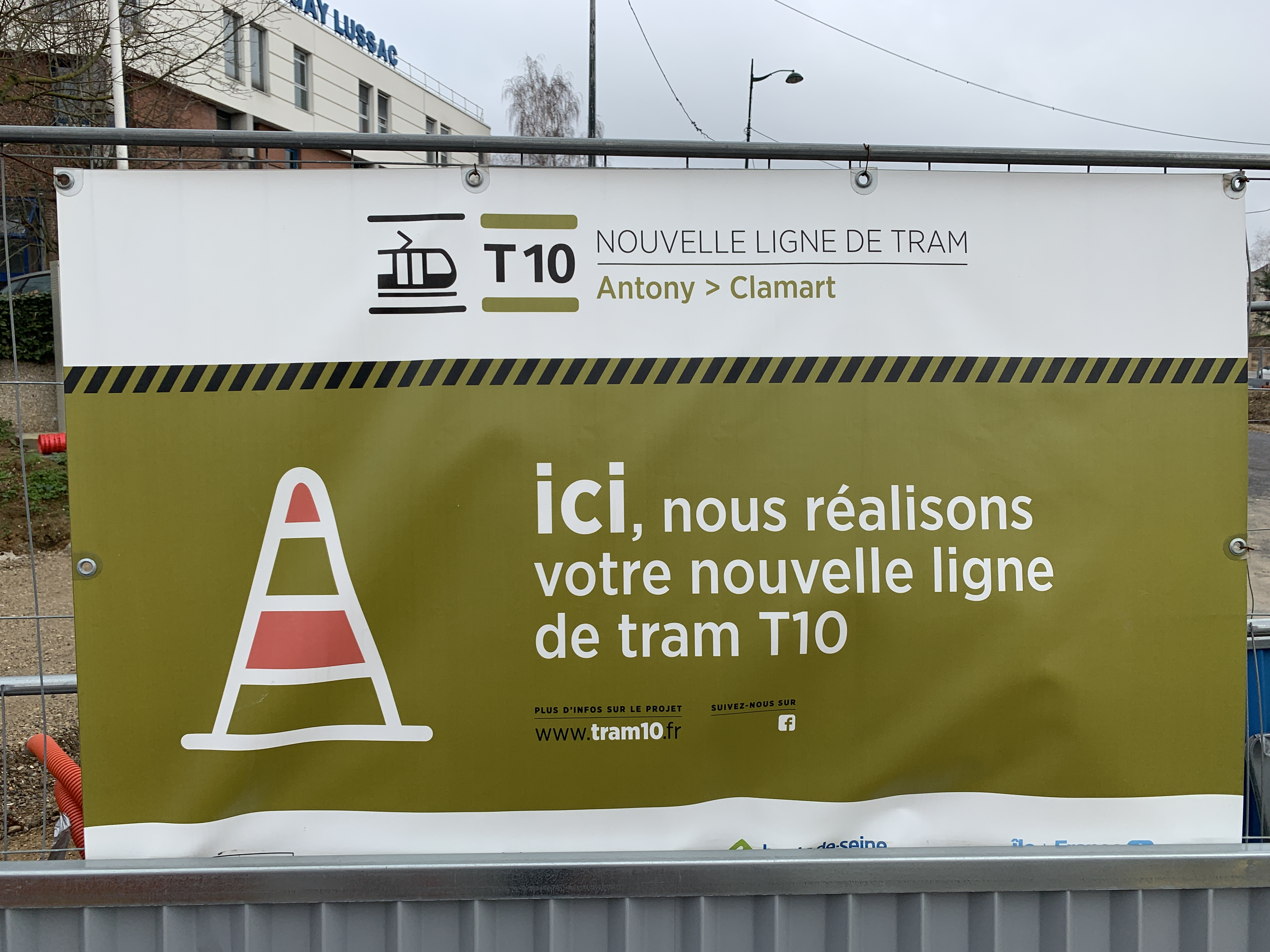
Propagační plakát ve městě Le Plessis-Robinson

Linka T10 je jednou z linek tramvajové dopravy v regionu Île-de-France. V systému MHD je značena světle zelenou barvou, její délka je 6,8 km a má celkem 13 zastávek. Île-de-France Mobilités odhaduje, že linku bude využívat 25 až 30 tisíc cestujících denně.

## Historie
Organizace STIF (nyní Île-de-France Mobilités) schválila projekt výstavby tramvajové tratě mezi městy Antony a Clamart již v roce 2011. Přípravné práce začaly v roce 2017, samotná stavba o dva roky později. Úsek La Croix de Berny – Jardin Parisien byl otevřen v červnu roku roce 2023, poslední úsek ke konečné Place du Garde bude z důvodu úprav souběžné silnice zprovozněn později.

## Trať
Jrať je dlouhá 6,8 km a spojuje města Antony, Châtenay-Malabry, Le Plessis-Robinson a Clamart v departementu Hauts-de-Seine jižně od Paříže. Na východní konečné La Croix de Berny je možný přestup na linku RER B. Cesta z konečné na konečnou zabere 25 minut, průměrná vzdálenost mezi zastávkami je 585 metrů.

Plán linky 10

## Další rozvoj
Île-de-France Mobilités plánuje prodloužit linku 10 z města Clamart na sever do Issy-les-Moulineaux. Původním záměrem bylo vybudovat trať až ke stanici RER C Issy-Val de Seine, později byla zvolena kratší a méně nákladná varianta s konečnou u stanice Issy, kterou rovněž obsluhuje RER C a v budoucnu i linka 15 systému Grand Paris Express. Vzhledem k nedostatečné šířce silnice a náročným sklonovým poměrům bude trať částečně vedena v tunelu.

## Vozový park
Provoz na lince 10 zajišťuje 13 sedmičlánkových tramvají Alstom Citadis 405. Vozidla jsou 44 metrů dlouhá, 2,45 metru široká a pojmou 314 cestujících (4 cestující na m2). Stejný typ vozidel slouží i na lince 9.